# Guará (ort)
Guará är en ort i Brasilien.   Den ligger i kommunen Guará och delstaten São Paulo, i den sydöstra delen av landet, 500 km söder om huvudstaden Brasília. Guará ligger 575 meter över havet och antalet invånare är 18 263.
Terrängen runt Guará är lite kuperad. Närmaste större samhälle är São Joaquim da Barra, 17,3 km söder om Guará.
Omgivningarna runt Guará är en mosaik av jordbruksmark och naturlig växtlighet. Runt Guará är det ganska tätbefolkat, med 72 invånare per kvadratkilometer.